# Philippe Kouassi
Philippe Kouassi (Adzopé, 14 december 1979) is een Ivoriaans boogschutter.

## Carrière
Kouassi nam deel aan de Olympische Spelen in 2012 en 2016. Hij geraakte twee keer niet voorbij de eerste ronde, in 2012 ging hij eruit tegen Gael Prevost en in 2016 tegen Jean-Charles Valladont. Hij droeg beide keren de vlag bij de sluitingsceremonie voor zijn land. 
In 2011 nam hij deel aan het wereldkampioenschap in Turijn en in 2019 aan de Afrikaanse Spelen.